# Álex Calatrava
Álex Calatrava (Keulen, 14 juni 1973) is een voormalige Spaanse tennisser. Hij was professional van 1993 tot 2008.
Calatrava won in zijn carrière één ATP-toernooi in het enkelspel.

## Palmares

#### Enkelspel
| Legenda                       | Legenda               |
| ----------------------------- | --------------------- |
| Grand Slam                    |                       |
| Olympische Spelen             |                       |
| tot 2009                      | vanaf 2009            |
| Tennis Masters Cup            | ATP Finals            |
| ATP Masters Series            | ATP Tour Masters 1000 |
| ATP International Series Gold | ATP Tour 500          |
| ATP International Series      | ATP Tour 250          |

| Nr.              | Datum         | Toernooi         | Ondergrond | Tegenstander in finale | Score            | Details |
| ---------------- | ------------- | ---------------- | ---------- | ---------------------- | ---------------- | ------- |
| Gewonnen finales |               |                  |            |                        |                  |         |
| 1.               | 30 juli 2000  | ATP San Marino   | Gravel     | Sergi Bruguera         | 7-6(7), 1-6, 6-4 | Details |
| Verloren finales |               |                  |            |                        |                  |         |
| 1.               | 29 maart 1998 | ATP Casablanca   | Gravel     | Andrea Gaudenzi        | 4-6, 7-5, 4-6    | Details |
| 2.               | 5 maart 2000  | ATP Delray Beach | Hardcourt  | Stefan Koubek          | 1-6, 6-4, 4-6    | Details |

### Dubbelspel
| Nr.                           | Datum           | Toernooi      | Ondergrond | Partner     | Tegenstanders in finale    | Score               | Details |
| ----------------------------- | --------------- | ------------- | ---------- | ----------- | -------------------------- | ------------------- | ------- |
| Verloren finales heren dubbel |                 |               |            |             |                            |                     |         |
| 1.                            | 1 augustus 1999 | ATP Kitzbühel | Gravel     | Dušan Vemić | Chris Haggard Peter Nyborg | 3-6, 7-6(4), 6-7(4) | Details |

## Prestatietabel
| Legenda | Legenda                          |
| ------- | -------------------------------- |
| g.t.    | geen toernooi gehouden           |
| l.c.    | lagere categorie                 |
| –       | niet deelgenomen                 |
| G       | uitgeschakeld in de groepsfase   |
| 1R      | uitgeschakeld in de eerste ronde |
| 2R      | uitgeschakeld in de tweede ronde |
| 3R      | uitgeschakeld in de derde ronde  |
| 4R      | uitgeschakeld in de vierde ronde |
| KF      | uitgeschakeld in de kwartfinale  |
| HF      | uitgeschakeld in de halve finale |
| F       | de finale verloren               |
| W       | het toernooi gewonnen            |
| w-v     | winst/verlies-balans             |

### Prestatietabel grand slam, enkelspel
| Toernooi        | 1998 | 1999 | 2000 | 2001 | 2002 | 2003 | 2004 | 2005 |
| --------------- | ---- | ---- | ---- | ---- | ---- | ---- | ---- | ---- |
| Australian Open | 1R   | –    | –    | 3R   | 2R   | –    | –    | 1R   |
| Roland Garros   | 1R   | 1R   | –    | 2R   | 2R   | 1R   | –    | 1R   |
| Wimbledon       | 1R   | –    | –    | 1R   | –    | –    | –    | 2R   |
| US Open         | –    | –    | –    | 1R   | –    | –    | 2R   | –    |

### Prestatietabel grand slam, dubbelspel
| Toernooi        | 2005 |
| --------------- | ---- |
| Australian Open | 3R   |
| Roland Garros   | 2R   |
| Wimbledon       | –    |
| US Open         | 1R   |